# Madeleine Charlier
Pour les articles homonymes, voir Charlier.
Madeleine Charlier est une autrice de bande dessinée et de littérature d'enfance et de jeunesse belge.

## Biographie
Madeline Charlier commence à écrire des livres jeunesse et des adaptations de contes qu'elle publie aux éditions Gordinne en 1935. Selon la Bibliothèque royale de Belgique, elle est active de 1935 à 1950.
En 1942, elle imagine le personnage de Wrill le renard,. 
En 1945, les éditions Gordinne s'orientent plus particulièrement vers la bande dessinée. Cette maison d'édition lance l'hebdomadaire Wrill inspiré du personnage de dessin animé créé par Albert Fromenteau et Madeleine Charlier. Dès lors, Fromenteau poursuit seul Wrill le renard dans Wrill.
Comme scénariste, elle signe le scénario de Billy Window pour le dessinateur Max Day publié dans Grand Cœur en 1945. Selon l'historien Frans Lambeau : « Billy Window est très aimable et son club aurait bien pu ressembler aux Ran-tan-plan chers à Bicot, une vedette des années trente. Mais il est trop gentil pour cela. »
En 1946, elle s'associe à la dessinatrice Marie Jaminet pour laquelle elle écrit Valériane et Romarin pour le même périodique de bande dessinée. Elle sort, par ailleurs, l'album jeunesse Les Aventures de Marius Jolivent - Le Fétiche vert aux éditions liégeoises Chagor,. Ce  récit conte l'histoire d'un mousse que le capitaine de navire envoie en corvée eau dans une île habitée par la tribu des Bekansucre, gardienne du fétiche vert. Les tribulations commencent dès que Marius s'empare dudit fétiche.
Avec le dessinateur At-Gil, elle crée Mixy Boy dans Petits Belges l'année suivante. Ce récit met en scène un nouveau télégraphiste, assisté de son chat Topaze et de son amie Deanna, chargé de porter un message à M. Kifoulkan, la mission se voit contrariée et entraîne mouvements et voyages menant à la révélation d'un receleur de rubis. Elle écrit, également la même année, le roman La Petite Caravelle publié sous forme de feuilleton dans Cap'taine Sabord — une publication sœur de Wrill destinée à un plus jeune lectorat. Il est illustré par GiL autre pseudonyme de Charles Gilbert.
En 2020, le 't Vlaams Stripcentrum [« Centre flamand de la bande dessinée »] réédite La Captive de Frok-Manoir en néerlandais sous le titre : Wrill de Vos in de gevangene van den Boxberg et publie l'intégrale De avonturen van Wrill de Vos en 2021.

## Œuvre

### Publications

#### Albums de bande dessinée en français

##### Wrill le renard
- 0. Wrill le renard[14], Chagor, Gordinne, Liège, 1942
Scénario : Madeleine Charlier - Dessin : Albert Fromenteau - Couleurs : noir et blanc,la version normale est brochée mais il existe également une version cartonnée avec un visuel de couverture différent[15].
- 1. La Captive de Frok-Manoir, Gordinne, Liège, s.d.
Scénario : Madeleine Charlier - Dessin : Albert Fromenteau - Couleurs : quadrichromie,numéro d'édition Gordinne 1503 et constitue l'édition originale[16]. Numéro d'édition Chagor 30517. Cet album ne contient pas de bandes du journal[17]. 12 p.[18]

1. Un voyage imprévu (contesté par le BDM Trésors de la bande dessinée)

- 3. Wrill écoute la BBC, Chagor / Gordinne, Liège, s.d.
Scénario : Madeleine Charlier - Dessin : Albert Fromenteau - Couleurs : quadrichromie,avec la mention en couverture[19] : « d'après le dessin animé d'Alb. Fromenteau et son équipe ! ». 16 p.
- 4. Wrill découvre une planète !, Gordinne, Liège, s.d.
Scénario : Madeleine Charlier - Dessin : Albert Fromenteau - Couleurs : quadrichromie,16 p.[20]

- HS1. Wrill m'apprend à lire[21], Chagor, Gordinne, Liège, s.d.
Scénario : Madeleine Charlier - Dessin : Albert Fromenteau - Couleurs : quadrichromie,Format : 21 × 28 cm. Selon le BDM : année 1942.
- HS2. Wrill Coloriste[17], Chagor, Gordinne, Liège, s.d.
Scénario : Madeleine Charlier - Dessin : Albert Fromenteau
- HS3. Les jouets Imagil demandent des collaborateurs pour colorier et monter Wrill[17], Chagor, Gordinne, Liège, s.d.
Scénario : Madeleine Charlier - Dessin : Albert Fromenteau
- HS4. Wrill. album à colorier, puis à monter[17], Chagor, Gordinne, Liège, s.d.
Scénario : Madeleine Charlier - Dessin : Albert Fromenteau

##### Marius Jolivent (Les aventures de)
- Le Fétiche vert[8],[9], Chagor, Liège, 1946
Scénario : Madeleine Charlier - Dessin : Max Day - Couleurs : quadrichromie

#### Albums de bande dessinée en néerlandais
- 1. Wrill de Vos in "De gevangene van den Boxberg", Vlaams Stripcentrum, Wilrijk, 2020
Scénario : Madeleine Charlier - Dessin : Albert Fromenteau - Couleurs : quadrichromie,Préface : Peter Van Hooydonck. Traduction : Vlaams Stripcentrum. Titre original : La Captive de Frok-Manoir. Broché, offert gratuitement. (OCLC 1281851520)
- 2. De avonturen van Wrill de vos, Vlaams Stripcentrum, Wilrijk, 2021
Scénario : Madeleine Charlier - Dessin : Albert Fromenteau - Couleurs : quadrichromie -  (ISBN 9789464334180),Intégrale de 143 p..

#### Littérature jeunesse comme autrice
- La Ronde des libellules, Liège, Gordinne, 1935 (OCLC 762615750)
- Histoire d'Aladin ou La Lampe merveilleuse . [Suivi de trois contes par Madeleine Charlier.], Liège, Gordinne, 1935 (BNF 31931277)
- Charles Perrault, Contes de Perrault, adaptés par France de Bardy, et autres contes pour les petits / [par Madeleine Charlier], Gordinne, 1936,Selon BD Gest' : il y a un premier tome intitulé Chaperon Rouge et autres contes pour les petits[22], illustré notamment par Étienne Le Rallic.
- Charles Perrault, Contes de Perrault adaptés par France de Bardy, et autres contes pour les petits / [par Madeleine Charlier], Liège, Gordinne, 1936,Selon BD Gest' : il y a un second tome intitulé Riquet à la houppe et autres contes de juin 1936[23], 9 contes illustrés par des artistes français, dont Étienne Le Rallic et Simone d'Avène... 26 illustrations pleine page, dont 10 en couleurs.
- Madeleine Charlier et Simone d'Avène (ill.), Le Cygne enchanté, Liège, Gordinne, 16 septembre 1936 (OCLC 459216084)
- Madeleine Charlier et Simone d'Avène (ill.), La Petite aux mouettes ; [suivi de La Poupée sans tête], Liège, Gordinne, 16 septembre 1936 (OCLC 459216102)
- La Forêt des enfants perdus, Liège, Gordinne, 1936 (OCLC 459216090)
- La Petite Dorée, Liège, Gordinne, 1937 (OCLC 459216107)
- Les Contes de la fée Parlotine, Liège, Gordinne, 1937 (OCLC 902194089)
- Blanche-Neige, adapté des frères Grimm par Madeleine Charlier, Gordinne, 1938 (OCLC 469756840)
- La Case de l'oncle Tom / contée aux petits par Madeleine Charlier ; d'après Harriet Beecher Stowe, Liège, Gordinne, 1938 - 1941 (OCLC 904496918),Note(s) : La Case de l'oncle Tom (pp.1-38) est datée de 1938. - Contient aussi : La Petite Fille et les allumettes (paginé de 1 à 4), La Petite Sirène (pp.1-25) et La Princesse sur un pois (pp.26-28) [d'Hans Christian Andersen] édités en 1941. - L'illustration de couverture est signée Némecek.
- La Case de l'oncle Tom / Harriet Beecher Stowe ; adaptation pour la jeunesse par Madeleine Charlier ; illustrations de Maurice Leroy, Liège, Éditions Chagor, 1938 (BNF 31411654)
- Madeleine Charlier et H.A. (ill.), ABC, Liège, Gordinne, 1941 (OCLC 1340421176)comprend un essai : Promenades au jardin fleuri.
- Madeleine Charlier et Simone d'Avène (ill.), Noël, mousse de Terre-Neuve, Liège, Chagor, 1941 (OCLC 263971963)
- Madeleine Charlier et Max Day (ill.), Je sais lire, Liège, Gordinne, 1944 (OCLC 459216097)
- Blanche-Neige[24], adapté des frères Grimm par Madeleine Charlier et illustré par Beatrice Mallet, Liège, Gordinne, 1944
- Les Voyages de Gulliver, adapté de Jonathan Swift par Madeleine Charlier et illustré par Beatrice Mallet, Liège, Gordinne, 1944 (OCLC 878188315)
- Christophe Colomb, 1451-1506, adaptation par Madeleine Charlier, illustration de Gil, Liège, Gordinne, 1944 (OCLC 459216118)
- Madeleine Charlier et Masquelier (ill.), Mimi seulette[25], Aderté, 1946
- Madeleine Charlier et Gil (ill.), Robin des Bois[26], Liège, Gordinne, juin 1950,in-quarto. Illustrations hors texte pleines pages.
- Madeleine Charlier et Léna (ill.), Contes de la fée Parlotine, Chevron, Hemma, coll. « Les Beaux Albums », 1965
- Madeleine Charlier et Léna (ill.), Contes de la fée douce Aurore, Chevron, Hemma, coll. « Les Beaux Albums », 1966
- Madeleine Charlier et Léna (ill.), Au pays des fées, Paris, Hemma, 1966 (OCLC 459714008)

#### En périodiques de bande dessinée
- Billy Window et son club, dessin : Max Day du no 1 du 20 décembre 1945 au no 24 du 30 mai 1946 dans Grand Cœur[7].
- Valériane et Romarin, dessin : Marie Jaminet du no 21 du 9 mai 1946 au no 44 du 17 octobre 1946 dans Grand Cœur[27].
- Mixy Boy, dessin At-Gil du no 8 du 25 février 1947 au no 33 du 17 août 1947 dans Petits Belges[10].
- La Petite Caravelle, roman, illustré par GiL autre pseudonyme de Charles Gilbert[12] publié sous forme de feuilleton dans Cap'taine Sabord du no 36 au no 39 en 1947[12].
- Les Aventures de Marius Jolivent - Le Fétiche vert de Max Day sur un scénario de Madeleine Charlier du no 132 au no 140 et du no 142 au no 167 dans Wrill[9].

### Dessins animés
- Wrill écoute la BBC, court métrage de 1944 d'après la bande dessinée de 1942 écrite par Madeleine Charlier[Note 1],[28].